# Sinogomphus suensoni
Sinogomphus suensoni är en trollsländeart som först beskrevs av Maurits Anne Lieftinck 1939.  Sinogomphus suensoni ingår i släktet Sinogomphus och familjen flodtrollsländor. Inga underarter finns listade i Catalogue of Life.